# Stijepo Perić
Stijepo Perić (ur. 12 października 1896 w Brocach, zm. 12 czerwca 1954 w Buenos Aires) – chorwacki i jugosłowiański polityk, prawnik i dyplomata.

## Życiorys
Prowadził kancelarię prawną w Dubrowniku po uzyskaniu stopnia naukowego doktora w 1922 roku na Uniwersytecie w Zagrzebiu.
W 1933 roku na emigracji dołączył do ruchu ustaszy. W 1937 roku powrócił do kraju i tworzył struktury ruchu na terenie Dalmacji. Pełnił służbę dyplomatyczną dla Niepodległego Państwa Chorwackiego w Rzymie (1941–1943) i Sofii (1943). W latach 1943–1944 był ministrem spraw zagranicznych NDH i opowiadał się za uniezależnieniem polityki zagranicznej państwa. Pod presją III Rzeszy został odwołany ze stanowiska. Następnie przebywał na Słowacji i w Szwajcarii, a następnie przez Włochy w 1947 roku uciekł do Argentyny.